# Walter Planckaert
Walter Planckaert (nascido em 8 de abril de 1948, em Nevele) é um ex-ciclista bélgico, que foi profissional entre 1969 e 1985; e especializado em ciclismo de estrada.

## Equipes
- 1970 - Geens-Watney
- 1971 - Goldor
- 1972 - Watney-Avia
- 1973 - Watney-Maes
- 1974 - Watney-Maes
- 1975 - Maes-Watney
- 1976 - Maes-Rokado
- 1977 - Maes-Miniflat
- 1978 - C&A
- 1979 - Miniflat-VDB
- 1980 - Miniflat-Galli
- 1981 - Wickes-Splendor
- 1982 - Wickes-Splendor
- 1983 - Splendor-Euroshop
- 1984 - Panasonic
- 1985 - Panasonic